# 요안니스 1세 치미스키스
요안니스 1세 치미스키스(그리스어: Ιωάννης Α΄ Τζιμισκής, 925년경 ~ 976년)는 로마 황제(재위기간:969-976)였다.

## 어린 시절
요안니스 치미스키스는 니키포로스 포카스와 마찬가지로 소아시아 아르메니아 출신의 군사 귀족 가문 쿠르쿠아스가 출신으로 925년 경 태어났다. 요안니스는 그의 가문의 다른 사람들처럼 일찍부터 군대에 복무했고 958년 콘스탄티노스 7세 때에는 유프라테스강변의 사모사타를 점령하는 전과를 올리기도 하였다. 당대의 기록에는 요안니스는 전장에서 용맹하고 친절하고 관대한 성품에 성실과 지성을 갖춘 위풍당당한 인물이었다고 한다. 갈색이 섞인 금발과 붉은 수염, 파란 눈을 가진 미남으로 키는 작았지만 민첩하고 힘이 센 매력적인 외모를 가졌다고 전한다.
니키포로스 포카스 휘하의 유능한 장군으로 두각을 나타내던 요안니스는 로마노스 2세가 죽고 니키포로스가 황제가 될 때 도움을 주기도 하였으나 나중에 니키포로스가 자신을 의심하고 실각시키자 황후 테오파노와 함께 모의하여 니키포로스를 암살하고 황제가 되었다.

## 재위 기간
비록 음모와 전임황제의 암살로 인해 황제가 되었지만 테오파노와의 결혼을 총대주교가 반대하자 테오파노를 유배보내 버리고 특유의 매력으로 백성의 환대를 받았다. 자신의 지위를 강화하기 위해 콘스탄티노스의 딸인 테오도라와 결혼하여 지위를 강화하고 972년에는 서방황제 오토 2세와 자신의 가문 출신의 여자(이 여성의 이름도 테오도라임)를 결혼시켜 서방제국과의 관계도 강화하였다.
그의 치세는 크게 키예프 공국과의 전쟁과 압바스 왕조의 이슬람 세력과의 전쟁으로 점철되었다. 키예프 대공 스뱌토슬라프 1세는 도나우 강 하류에서 동로마 제국의 군대와 맞서 싸웠는데 972년 황제는 러시아군의 허를 찔러 선제공격하여 패배시키고 개선식 때 그는 불가리아의 보리스 2세를 폐위해 버리고 동부 불가리아를 다시 제국의 영토로 편입시켰다.
러시아와 불가리아를 평정한 후 요안니스는 동방에서 압바스 왕조와의 전쟁을 계속하려고 했으나 잠시 로마교황의 혼란에 말려들었다. 프란코라는 보제가 대립교황이 되어 콘스탄티노폴리스로 피신해 온 것이다. 이 문제를 해결한 이후에 요안니스는 다시 동방으로 원정을 떠나 안티오키아에서 출발, 에메사를 전투없이 수복하고 바알베크, 다마스쿠스, 티베리아스, 카이사레아, 베이루트, 비블로스까지 정벌하였고 예루살렘은 수복에 실패하였다. 이는 놀라운 성과로 헤라클리우스 황제 이래 누구도 이룩하지 못한 동방정복이었다.
요안니스는 이 정복에서 돌아오는 길에 원인 불명의 병에 걸렸다. 일설에 따르면 시종장 바실리우스의 대규모 횡령을 추궁하다가 바실리우스가 몰래 독살했다고도 한다. 돌아오는 길에 겨우 목숨을 부지 하던 요안니스는 콘스탄티노폴리스에서 976년 1월 10일 쉰한 살의 나이로 죽었다.
| 전임 니키포로스 2세 (963 - 969) | 동로마 제국의 황제 969년 - 976년 | 후임 바실리오스 2세 (976 - 1025) |

## 같이 보기
- 동로마 황제